# Present Pretty
『Present Pretty』（プレゼント・プリティ）は、雑誌『電撃萌王』（メディアワークス）にて連載していた読者参加企画。略称は「プレプリ」。

## ストーリー
「俺の6つの宝物を、おまえに託す。大事に育ててやってくれ」
という手紙を残し、唯一の肉親である兄が、名前も知らない国の山奥で消息を絶った。前例から、保護動物の類だと思っていた彼に届けられたのは、希少なヘビでもカエルでもなく、6人の小さな娘達だった。
折しも新学期が始まろうと言う日。彼は、6人の少女達の「父親」となったのである。

## 概要
『電撃萌王』Vol.1からVol.8まで連載。全8回。
6人（途中から3人増える）の少女と、その「父親」となってしまった主人公（＝読者）の生活と成長を描く。
「父と娘」「複数のヒロイン」「ヒロインごとに異なる、主人公の呼び方」「読者参加企画」などの要素からも判るように、同社の読者参加企画『シスター・プリンセス』、またガイナックスのゲーム『プリンセス・メーカー』を強く意識した作品であり、原案者である菊池たけしも認めている。ただし『シスプリ』『プリメ』にない、ヒロイン同士の横の繋がりが強く見られ、1対1ではなく、生活共同体＝家族としての関係性が本作オリジナルの特徴と言える。
誌上ゲームの基本的なシステムは、掲載される小説の随所で主人公が取る行動を選択し（計3回）、専用ハガキで応募する。選択肢はそれぞれ4つで、選択するヒロインによって正解が異なる（それぞれのヒロインの性格・嗜好に応じた回答が必要となる）。正解者は「優秀なパパ」として誌面でPN（「パパ名」）が公開される。また誌上ゲームの正解者数や投稿ハガキの採用数によって、各ヒロインに「愛ポイント」が加算され、人気のバロメータとなる。この「愛ポイント」の少ないヒロインは企画からいなくなる、と説明されていたが、最終的には誰も欠ける事がなかった。逆に「愛ポイント」が高いヒロインはストーリーのキーパーソンとなり、終盤では香澄がその役割を負う事となった。また、ゲーム正解者にはオリジナルテレホンカードが贈呈されるが、一部の読者には贈呈されていない。
『萌王』の本誌である『電撃大王』でもミニコーナー「大王出張版」が連載された。全9回＋総集編2回。こちらでは誌上ゲームは行なわず、ヒロイン1人1人をフィーチャーした小説（第7回以降は2人ずつ）をメインにしている。こちらに採用されたハガキも、本連載の「愛ポイント」に加算される。
ゲーム正解者数や投稿ハガキの数から少なくとも不評には至っていないと思われていた本作だが、第8回にて最終回を迎えた。それ以前に、第7回で扉絵と内容がちぐはぐ（扉絵は、体操着姿で二人三脚をしている綾那と影利。内容は香澄が入院し、主人公が知らなかった事実が発覚する、最終回の前哨）など、この事態が制作側にとっても急である事が推測される状態だった。また、最終回に前後して、本作担当編集のアフロはぬ吉が電撃大王編集部から異動となったが、因果関係は不明。

## スタッフ
- 文芸：菊池たけし
- イラスト：純珪一
- 担当編集：アフロはぬ吉

## 娘
本作のヒロインは全員、読者の「娘」という立場である為、「娘」と総称される。年齢や、主人公、主人公の兄との血縁関係は明らかになっていない。また涼歌、繭、影利以外の6人は第2回から第5回まで身長・体重が増加（成長）したが、第6回で元に戻っている為、本項では変化前の数値を記述する。
カーチャ
誕生日は9月16日（おとめ座）。身長129cm、体重22.5kg。好きなものは動物、ボルシチ。嫌いなものはニンジン。将来の夢は動物園の飼育係、大切なものはお気に入りの鞄。一人称は「アタシ」。 主人公を「パーパ」と呼ぶ。
日露ハーフで、フルネームはエカテリーナ。長い金髪に青い瞳を持つ。引っ込み思案で日本語もたどたどしい。最初は主人公に慣れていなかったが、回を重ねるごとに懐いていった。大王出張版では体育祭の借り物競争に出場したが、秋刀魚という漢字が読めなかった。
香澄（かすみ）
誕生日は2月2日（みずがめ座）。身長134cm、体重25.4kg。好きなものは詩を書くこと、雪。嫌いなものはクモ、雨。将来の夢は小説家。大切なものは自分の日記。一人称は「香澄」。主人公を「お父さま」と呼ぶ。
詩を読んだり、星座を見ることが好きな女の子。身体が弱く、元気な綾那や音葉を羨ましく思っている。いつも部屋で本を読んでおり、特に占い関係に興味を示している。大王出張版では姉妹の運勢をことごとく的中したり、綾那と2人で星座を見ていたために風邪を引いてしまった。
水葉（みずは）
誕生日は6月4日（ふたご座）。身長141cm、体重37.0kg。好きなものはおしゃべり、絶叫マシン。嫌いなものはカタツムリ。将来の夢は女優、大切なものはカチューシャ。一人称は「あたし」。主人公を「お父さん」と呼ぶ。
音葉の双子の姉。のんびりした性格で、短気な人を怒らせてしまうぐらい、ゆっくりした喋り方をする。また寝起きが悪く、他の姉妹が水葉を起こす当番を決めるぐらいである事が、大王出張版で描かれている。口癖は「みゅ」。
音葉（おとは）
誕生日は6月4日（ふたご座）。身長140cm、体重36.9kg。好きなものはお菓子作り。嫌いなものは男性、汚いもの。将来の夢はモデル、大切なものはカチューシャ。一人称は「あたし」。
水葉の双子の妹。水葉と違い、元気一杯でハキハキした性格。おまけに頭脳明晰だが、姉妹一のわがままでもあり、主人公を父親と認めていない（連載後半では徐々に「お父さん」と呼ぶようになった）。大王出張版ではカナヅチである事が判明した。
華苑（かのん）
誕生日は10月1日（てんびん座）。身長151cm、体重42.9kg。好きなものは甘いもの、ぬいぐるみ。嫌いなものはブルーベリー。将来の夢はオリンピック出場、大切なものはクマのぬいぐるみ。一人称は「私」。 主人公を「とうさん」と呼ぶ。
無口でクールな女の子。スポーツも好きだが、女の子らしい可愛らしいものも好き。女性にモテる事が悩みの種。大王出張版では、ぬいぐるみ趣味を巡ってひと悶着あった（この回のイラストを巡って、スタッフ間でもひと悶着あった）。
綾那（あやな）
誕生日は4月1日（おひつじ座）。身長149cm、体重43.1kg。好きなものは苺。嫌いなものは大福。将来の夢はお嫁さん、大切なものはオルゴール。一人称は「ボク」。 主人公を「パパ」と呼ぶ。
姉妹の面倒を見るお姉さん役。ドジっこで家事が不得手だが、本人に自覚はない。その為、台所を壊滅させる事もしばしば。
繭（まゆ）
誕生日は7月11日（かに座）。身長136cm、体重32.6kg。好きなものはぷにぷにしたもの。嫌いなものはうねうねしたもの。将来の夢はシラス、大切なものはないしょ。一人称は「うち」。 主人公を「とーさま」と呼ぶ。
カーチャ達から遅れる事1年、涼歌、影利と共に主人公の下に訪れた3人の娘の1人。ちょっととぼけた性格の、いわゆる不思議系。関西人でもないのに、一人称が「うち」だったり、嗜好が普通でなかったりする。実は水葉・音葉と母親が同じであり（繭が妹）、2人を母親の元に連れて行くために主人公の下に現れた。
涼歌（すずか）
誕生日は1月20日（やぎ座）。身長136cm、体重30.2kg。好きなものはかわいいもの、ホラー映画。嫌いなものは納豆。将来の夢は小学校の先生、大切なものは小さい頃のアルバム。主人公を「お父様」と呼ぶ。
繭、影利と共に現れた3人の娘の1人。外見と物腰は富豪の令嬢のようだが、趣味がホラーだったり、自分が嫌いな少女。実は香澄と母親が同じであり（涼歌が姉）、繭同様、姉妹を連れ戻しに来た。病気で倒れた香澄に気付けなかった主人公を、父親失格と断ずる。
影利（かげり）
誕生日は3月12日（うお座）。身長138cm、体重34.7kg。好きなものはない。嫌いなものはわずらわしいこと。将来の夢はない、大切なものはない。主人公を「お父上」と呼ぶ。
繭、涼歌と共に現れた3人の娘の1人。必要最低限の事しか言わず、他人と馴れ合おうとしない。実は華苑と母親が同じであり（影利が妹）、他の2人同様、姉妹を連れ戻しに来た。